# Диренфурт, Хетти
Хетти Диренфурт (нем. Hettie Dyhrenfurth, урождённая Харриет
Паулине Хейман нем. Harriet Pauline Heymann; (16 ноября 1892, Бреслау, Пруссия — 28 октября 1972, Ориндж, Калифорния) — немецкая и швейцарская альпинистка, участвовавшая в двух гималайских экспедициях под руководством её мужа Гюнтера Оскара Диренфурта, профессора геологии, альпиниста.

## Факты биографии
О своём первом участии в восхождении на Гималаи  Хетти Диренфурт написала книгу «Memsahb im Himalaja» с подзаголовком «Единственная белая женщина в международной гималайской экспедиции 1930 года» (нем. Die einzige weiße Frau auf der internationalen Himalaja-Expedition von 1930). Книга была издана в 1931 году в Лейпциге и, став бестселлером, несколько раз переиздавалась.
Местом следующей гималайской экспедиция 1934 года под руководством Гюнтера Оскара Диренфурта была горная система Каракорум. В составе группы Хетти Диренфурт установила мировой рекорд для женщин при восхождении на западную вершину Сиа Кангри (7315 м), который она продержала 20 лет.  
Норман Диренфурт, сын Хетти и Гюнтера Оскара, ставший по примеру отца  профессором, альпинистом и руководителем экспедиций, а также кинорежиссёром, вспоминает, что, когда ему было пять лет (в 1923 году), семья переехала в Зальцбург, а позднее в Швейцарию. В 1937 году Хетти и Норман отправились в США, чтобы некоторое время поработать там горнолыжными инструкторами и гидами, но из-за начала войны в 1939 году их планы возвращения в Европу сорвались.

## Награды

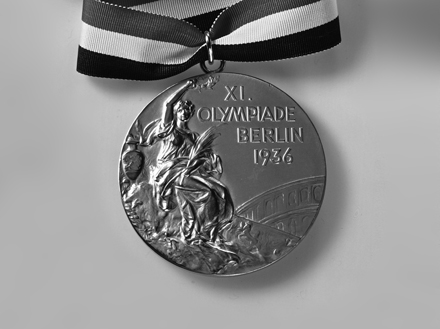
Медаль XI летней Олимпиады

Хетти стала единственной женщиной, которая получила Олимпийский приз за альпинизм, последний раз разыгрывавшийся на XI летней Олимпиаде 1936 года в Берлине.  Золотую медаль одну на двоих завоевали представители  Швейцарии — семейная пара Хетти и Гюнтер Оскар Диренфурт. 
Нацисты были очень недовольны присуждением золотой медали Диренфуртам. Имея еврейские корни и понимая опасность прихода к власти нацистов, супруги Диренфурт в 1932 году получили швейцарское гражданство. В 1936 году Хетти Диренфурт стала первой швейцаркой, завоевавшей золотую Олимпийскую медаль.